# Raniceps raninus
Raniceps raninus és una espècie de peix pertanyent a la família dels gàdids i l'única del gènere Raniceps.

## Descripció
- Pot arribar a fer 27,5 cm de llargària màxima (normalment, en fa 20).
- És completament de color marró fosc o marró blavós. Els llavis i les àrees distals de totes les aletes són més clars, llevat de les pectorals.
- La primera aleta dorsal està poc desenvolupada i només té tres radis curts.[3][4][5]

## Reproducció
Té lloc entre el maig i el setembre, a prop de la costa i a 50-70 m de fondària.

## Alimentació
Menja estrelles de mar, crustacis, cucs, mol·luscs i peixets.

## Depredadors
És depredat a Noruega per la foca de Groenlàndia (Phoca groenlandica).

## Hàbitat
És un peix d'aigua marina i salabrosa, demersal, oceanòdrom i de clima temperat (68°N-44°N, 11°W-13°E), el qual viu entre 0-100 m de fondària (normalment, entre 10 i 20) a les aigües costaneres o en fons rocallosos amb algues marines.

## Distribució geogràfica
Es troba a l'Atlàntic nord-oriental: des de Trondheim -Noruega- fins a la mar Cantàbrica i les illes Britàniques.

## Observacions
És inofensiu per als humans i de costums solitaris.